# 대전우체국
대전우체국은 대전광역시 동구 전역을 관할하는 충청지방우정청 소속 우체국이다.

## 기본 정보
- 우편번호: 34630
- 주소: 대전광역시 동구 대전로 757 (원동)

## 연혁
- 1904년 6월 1일: 태전우편수취소 개소(위치: 충청남도 회덕군 대전 춘일정(현 중동))[1]
- 1906년 12월 31일: 태전우편수취소를 폐지
- 1907년 1월 1일: 태전우편국 개국(위치: 충청남도 회덕군 외남면 태전리(현 정동))
- 1908년 4월 1일: 태전우편국을 대전우편국으로 개칭
- 1910년 10월 31일: 회덕우체소를 폐지하고 대전우편국에서 승계
- 1922년 10월 6일: 대전우편국을 대전면 영정(현 정동)에서 대전면 본정 1정목(현 원동)으로 이전
- 1949년 8월 13일: 대전우편국을 대전우체국으로 개칭
- 1950년 10월 5일: 6.25전란 중 청사 소실로 본사 및 분실 설치
- 1953년 6월 6일: 分室廳舍 신축(원동 36번지)하여 인동에 있던 기술과, 전신과를 이전
- 1955년 9월 23일: 청사신축이전(원동 구청사, 위치: 대전시 동구 원동 36-1(현34-1))
- 1988년 2월 1일: 서대전우체국 개국으로 대전시 중구·서구 관할 지역 이관
- 1996년 8월 1일: 대전대덕우체국 개국으로 대전광역시 대덕구 관할 지역 이관
- 2001년 10월 1일: 대전용운아파트우편취급소를 동구 용운동 282-7에서 용운동 304-8로 이전[2]
- 2001년 10월 31일: 대전동신아파트우편취급소 폐국[3]
- 2001년 11월 19일: 대전보건대학우편취급소 신설[4]
- 2002년 8월 1일: 제자리 개축공사 착공으로 각 부서 임시청사 이전
- 2005년 5월 2일: 지하 2층, 지상 7층 연면적 13,942m2의 그린빌딩으로 신축 이전
- 2014년 7월 4일: 대전대학교우체국, 우송대학교우체국 폐국[5]
- 2014년 7월 7일: 대전대학교우편취급국, 우송대학교우편취급국 개국[5]
- 2015년 7월 20일: 우편구역을 다음과 같이 고시[6]

| 배달국     | 배달구역    | 구역번호      |
| ---------- | ----------- | ------------- |
| 대전우체국 | 동구 전지역 | 34500 ~ 34712 |

- 2015년 9월 30일: 대전원가오우편취급국 폐국[7]
- 2019년 10월 1일 : 대전진성우편취급국 폐국[8]

## 관할 우체국
| 우체국명                 | 주소                                     | 비고                          |
| ------------------------ | ---------------------------------------- | ----------------------------- |
| 대전가양동우체국         | 대전광역시 동구 동대전로 278(가양동)     |                               |
| 대전용전동우체국         | 대전광역시 동구 계족로 482(용전동)       |                               |
| 대전판암동우체국         | 대전광역시 동구 동부로 35(판암동)        |                               |
| 대전가오동우체국         | 대전광역시 동구 동구청로 117(가오동)     |                               |
| 대전낭월동우체국         | 대전광역시 동구 산내로 1323(낭월동)      |                               |
| 대전대룡우편취급국       | 대전광역시 동구 백룡로 133(용운동)       |                               |
| 대전대자양우편취급국     | 대전광역시 동구 동대전로 188(자양동)     |                               |
| 대전대학교우체국         | 대전광역시 동구 대학로 62                | 2014년 7월 4일 폐국           |
| 대전대학교우편취급국     | 대전광역시 동구 대학로 62(용운동)        | 2014년 7월 7일 신설           |
| 대전보건대학우편취급소   | 대전광역시 동구 가양2동 77-3             | 2001년 11월 19일 신설         |
| 대전동신아파트우편취급소 | 대전광역시 동구 가양2동 145-9            | 2001년 10월 31일 폐국         |
| 대전비룡동우체국         | 대전광역시 동구 옥천로 427(비룡동)       |                               |
| 대전산내우편취급국       | 대전광역시 동구 대전로340번길 20(대성동) |                               |
| 대전삼성동우체국         | 대전광역시 동구 우암로85번길 24(삼성동)  |                               |
| 대전성남2동우편취급국    | 대전광역시 동구 계족로 328(성남동)       |                               |
| 대전소제동우체국         | 대전광역시 동구 계족로 271(소제동)       |                               |
| 대전용운아파트우편취급국 | 대전광역시 동구 새울로 115(용운동)       | 2001년 10월 1일 현위치로 이전 |
| 대전원가오우편취급국     | 대전광역시 동구 대전로 437 (가오동)      | 2015년 9월 30일 폐국          |
| 대전원용전취급국         | 대전광역시 동구 계족로433(용전동 179-7)  |                               |
| 대전진성우편취급국       | 대전광역시 동구 한밭대로 1229-11(용전동) | 2019년 10월 1일 폐국          |
| 대전홍도동우편취급국     | 대전광역시 동구 동산초교로 15(홍도동)    |                               |
| 대전효천우편취급국       | 대전광역시 동구 계족로 65(인동)          |                               |
| 우송대학교우체국         | 대전광역시 동구 동대전로 171             | 2014년 7월 4일 폐국           |
| 우송대학교우편취급국     | 대전광역시 동구 동대전로 171(자양동)     | 2014년 7월 7일 신설           |